# Moment skręcający
Moment skręcający – moment pary sił, którego wektor jest równoległy do osi elementu skręcanego, najczęściej pręta lub wału.
O wielkości skręcenia (na jednostkę długości pręta) wywołanego przez dany moment skręcający decydują:
- wytrzymałość materiału, z którego wykonany jest dany element, charakteryzowana modułem Kirchhoffa
- „sztywność” przekroju konkretnego pręta, wyrażana wskaźnikiem wytrzymałości na skręcanie.

Moment skręcający {\displaystyle M} pary sił leżących w płaszczyźnie prostopadłej do osi pręta, o wartości {\displaystyle F,} odległych od siebie o {\displaystyle a} określa wzór:
{\displaystyle M=F\cdot a.}